# Jean-Joseph Marquet de Vasselot
Pour les autres membres de la famille, voir Marquet de Vasselot.
 (janvier 2017).
Jean-Joseph Marquet de Vasselot, né à Paris 4e le 26 septembre 1871 et mort à Neuilly-sur-Seine le 12 août 1946, est un archéologue et historien de l'art français, conservateur au musée du Louvre, puis directeur du musée de Cluny.
Il est le neveu du sculpteur et historien de l'art Anatole Marquet de Vasselot.

## Biographie

### Formation
Jean-Joseph Marquet de Vasselot fit ses études au collège Stanislas de Paris, puis à la faculté des Lettres de Paris où il obtient la licence en 1892. Il poursuit sa formation à l'École du Louvre d'où il sort diplômé en 1896.

### L'historien de l'art, conservateur et collectionneur
En 1906, il épouse Jeanne Martin Le Roy, fille du collectionneur d'œuvres d'art ancien Victor Martin Le Roy (1842-1918), lui-même gendre de Gustave Lebaudy, le richissime magnat français du sucre et restaurateur du château de Rosny. 
Certaines œuvres d'art médiéval de la collection Martin le Roy, exposée uniquement lors de l'Exposition universelle de 1900 à Paris, devenue de ce fait mythique, dont hérita Marquet de Vasselot, ont été vendues cent onze ans après ; une Vierge à l'Enfant trônant en ivoire (Paris, vers 1250-1280) qui proviendrait de l'abbaye Saint-Michel de Frigolet, acquise en 1882 du petit-fils de son « sauveur » lors de la Révolution de 1789, atteignit 6 337 000 euros à Paris, chez Christie's, le 16 novembre 2011 - soit le record mondial pour l'art médiéval. Le Livre d'heures de Jeanne de France, aujourd'hui à la Bibliothèque nationale de France, faisait aussi partie de cette collection, de même qu'une plaque représentant "La Visitation" en émaux champlevés vermiculés de la fin du XIIe siècle produite à Limoges et acquise par le musée des Beaux-Arts de cette ville.
En 1899, Marquet de Vasselot publie avec son ami Raymond Kœchlin un ouvrage de référence, La sculpture à Troyes, en Champagne méridionale au XVIe siècle.
En 1902, il commence une longue carrière au musée du Louvre qui le conduira jusqu'au poste de conservateur du musée. En 1906 commence l'élaboration du Catalogue raisonné de la collection Martin Le Roy, publié sous la direction de Marquet de Vasselot, travail d'inventaire et de catalogage qui s'étalera jusqu'en 1909 et comptera cinq volumes. 
Il a également publié d'autres ouvrages sur la tapisserie, l'orfèvrerie et l'émaillerie françaises.
En 1926, il devient directeur du musée de Cluny à Paris jusqu'en 1933.
Il demanda à l’architecte Paul Genuys fils de Charles Genuys de  lui construire une maison à Neuilly, au no 3  villa Madrid.

## Publications
- Raymond Koechlin et Jean-Joseph Marquet de Vasselot, La Sculpture à Troyes et dans la Champagne méridionale au 16e s. : étude sur la transition de l'art gothique à l'italianisme, Paris, A. Colin, 1900.
- Jean-Joseph Marquet de Vasselot (dir.), Catalogue raisonné de la collection Martin Le Roy, 5 volumes, Paris, 1906-1909.
- Musée du Louvre. La Céramique chinoise. De L'époque De K'ang-Hi à nos jours (1662-1911), Paris, Éditions Albert Morancé, 1922.
- Bibliographie de l'orfèvrerie et de l'émaillerie, Paris, Éditions Picard, 1925.
- Répertoire des catalogues du musée du Louvre , 1793–1917, Paris, Société française de bibliographie, Éditions des Musées nationaux, 1927.
- Musée de Cluny - Les Tapisseries dites La Dame à la licorne, Éditions Lapina, 1927 ; rééd. Paris, Éditions Nomis, vers 1950.
- avec Roger-Armand Weigert, Bibliographie de la tapisserie, des tapis et de la broderie en France, dans Revue de l'art français ancien et moderne, 1933-1934, tome 18 (lire en ligne)
- Répertoire des vues des Salles du Musée du Louvre, Paris, Éditions Armand Colin, 1946.
- Jean-Joseph Marquet de Vasselot, « Les boiseries de Gaillon au Musée de Cluny », Bulletin Monumental, vol. 86,‎ 1927, p. 321-369 (lire en ligne, consulté le 10 mai 2021).